# Église Maria Santissima Desolata

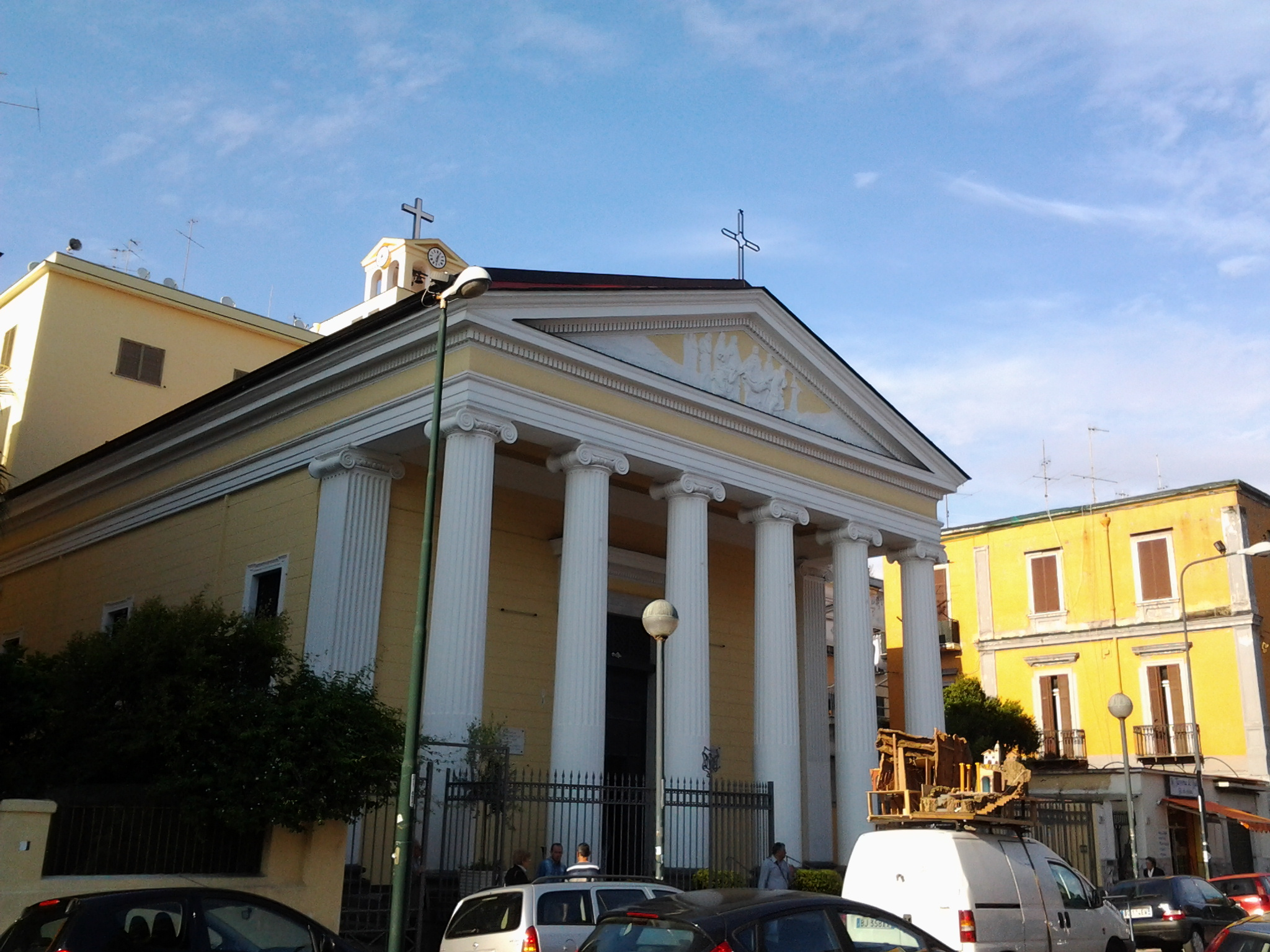
Façade de l'église.

L'église Maria Santissima Desolata est une église de Naples située via Amedeo Maiuri dans le quartier de Bagnoli. 

## Histoire et description
L'église est consacrée en 1905, mais sa construction a duré pendant les dernières années du XIXe siècle, alors que le nouveau quartier de Bagnoli était lui-même en pleine construction, après l'assainissement des abords du lac d'Agnano.
L'église néo-classique a l'aspect d'un temple grec avec son portique hexastyle ionique.